# Премия Volvo за защиту окружающей среды
Премия Volvo за защиту окружающей среды (Volvo Environment Prize) — престижная ежегодная шведская премия за «выдающиеся открытия в области экологии и устойчивого развития».
Учреждена в 1988 году, первое вручение состоялось в 1990 году. Лауреату вручаются диплом и стеклянная статуэтка, а также денежное вознаграждение в размере 1,5 миллиона шведских крон (около 165 тыс. евро или 215 тыс. долларов США). Присуждается независимым фондом по решению международного жюри, которое возглавляет профессор Will Steffen; предварительный отбор номинантов проводит научный комитет, который возглавляет профессор Карл Фольке. Церемония награждения проходит в Стокгольме в ноябре. Премией отмечены уже более 40 учёных, трое из которых к 2023 году стали Нобелевскими лауреатами. Согласно рейтингу международных академических наград от International Ranking Expert Group, Volvo Environment Prize входит в тройку самых престижных экологических (наряду с премией Тайлера и Stockholm Water Prize).

## Лауреаты
- 1990 — John V. Krutilla[англ.] и Allen V. Kneese[англ.]
- 1991 —  Крутцен, Пауль
- 1992 — Норман Майерс и Рейвен, Питер
- 1993 — Пол Эрлих и Джон Холдрен
- 1994 — Gita Sen[англ.]
- 1995 — Gilbert F. White[англ.]
- 1996 — Лавлок, Джеймс
- 1997 — Сюкуро Манабе и Вирабхадран Раманатан
- 1998 — David Schindler[англ.] и Malin Falkenmark[швед.]
- 1999 — Сваминатан, Монокомпу Самбасиву
- 2000 — José Goldemberg[англ.], Amulya K. Reddy, Robert H. Williams[англ.] и Thomas B. Johansson
- 2001 — George M. Woodwell[англ.]
- 2002 — Karl-Göran Mäler[швед.] и Дасгупта, Парта
- 2003 — Мадхав Гаджил и  Мухаммад Юнус
- 2004 — David Satterthwaite, Jamie Lerner, Luisa Molina и  Молина, Марио
- 2005 — Mary Kalin Arroyo и Aila Keto[англ.]
- 2006 — Ray Hilborn[англ.], Даниэль Паули и Carl Walters[англ.]
- 2007 — Ловинс, Эмори
- 2008 — C. S. Holling[англ.]
- 2009 — Сьюзан Соломон
- 2010 — Харольд Муни
- 2011 — Шелльнхубер, Ханс Йоахим
- 2012 — Дейли, Гретхен
- 2013 — Qin Dahe[нем.]
- 2014 — Eric Lambin[нидерл.]
- 2015 — Роде, Хеннинг
- 2016 — Нобре, Карлос
- 2017 — Сумайла, Уссиф Рашид
- 2018 — Сюэмэй Бай
- 2019 — Чапин, Терри
- 2020 — Claire Kremen[англ.]
- 2021 — Paul Anastas[англ.]
- 2022 — Tamara Galloway[англ.], Richard Thompson (marine biologist)[англ.], Penelope Lindeque[4]
- 2023 — Эдуардо Брондизио
- 2024 — Frank Biermann[англ.]
- 2025 - объявление происходит осенью[5]